# Ajo (Arizona)
Ajo (in o'odham: Moik Wahia o O'hoho) è un census-designated place (CDP) della contea di Pima, Arizona, Stati Uniti. La popolazione era di 3.304 abitanti al censimento del 2010. Ajo è situata sulla State Route 85 a soli 69 km. dal confine messicano. È la comunità più vicina all'Organ Pipe Cactus National Monument.

## Geografia fisica
Secondo lo United States Census Bureau, ha un'area totale di 33,33 mi² (86,32 km²).

## Società

### Evoluzione demografica
Secondo il censimento del 2010, la popolazione era di 3.304 abitanti.

### Etnie e minoranze straniere
Secondo il censimento del 2010, la composizione etnica del CDP era formata dal 75,1% di bianchi, lo 0,9% di afroamericani, il 9,9% di nativi americani, l'1,1% di asiatici, lo 0,1% di oceaniani, l'8,8% di altre razze, e il 4,2% di due o più etnie. Ispanici o latinos di qualunque razza erano il 38,3% della popolazione.